# King ov Hell
King ov Hell (часто сокращается до King; настоящее имя — Том Като Виснес (норв. Tom Cato Visnes)) — норвежский музыкант, больше всего известный как бывший бас-гитарист блэк-метал группы Gorgoroth, а также как и бывший бас-гитарист группы Abbath (с 2015 года).

## Gorgoroth
King ov Hell стал басистом Gorgoroth в 1999 году незадолго до начала работы над Incipit Satan. Он является автором большой части материала на Twilight of the Idols и всего альбома Ad Majorem Sathanas Gloriam (последний альбом был номинирован на главную норвежскую музыкальную премию Spellemannprisen в категории «метал»). В октябре 2007 года Gorgoroth распались, и между Кингом и вокалистом Гаалом с одной стороны и гитаристом Инфернусом с другой возник спор о правах на имя группы. Итоговое решение было в пользу Инфернуса, Гаал и King ov Hell объявили о создании группы God Seed.

## Прочие проекты
Кинг играл в хард-рок-группе Audrey Horne, гитаристом которой является Арве Исдаль из Enslaved, с момента её основания в 2002 году, но покинул её в 2007 году. В 2005 году альбом No Hay Banda получил норвежскую музыкальную премию Spellemannprisen как лучший метал-альбом года. Под псевдонимом T.C. King он играет в группе I, созданной лидером Immortal Аббатом. Вместе с бывшим ударником Gorgoroth Квитрафном Кинг создал блэк-метал-проект Jotunspor. Единственный альбом Gleipnirs Smeder вышел в 2006 году. Также он играет в дум-метал-группе Sagh.
В 2015 году присоединился к сольному проекту экс-лидера Immortal Аббату. В 2016 группа выпустила дебютный альбом Abbath.
В марте 2008 года было объявлено, что King ov Hell будет сессионным бас-гитаристом на альбоме шведской блэк-метал-группы Shining VI Klagopsalmer, выход которого намечен на сентябрь.
В 2000—2001 годах Кинг играл на бас-гитаре в драм-н-бейс-проекте Clububba, в который входили в том числе музыканты Enslaved и Malignant Eternal.